# Moartea joacă murdar
Moartea joacă murdar (în engleză Dead Man's Folly) este un film polițist de televiziune britanico-american din 1986, cu detectivul belgian Hercule Poirot. Acest film a adaptat romanul Dead Man's Folly (1956) al Agathei Christie, pe baza scenariului scris de Rod Browning, a fost regizat de Clive Donner și i-a avut în rolurile principale pe Peter Ustinov, Jean Stapleton, Tim Pigott-Smith, Jonathan Cecil, Constance Cummings și Nicollette Sheridan.
Subiectul filmului îl constituie uciderea, aparent fără motiv, a unei adolescente în timpul unui joc de tip „vânătoarea de crime”, organizat de scriitoarea americană de cărți polițiste Ariadne Oliver pe un domeniu nobiliar englezesc. Invitat să participe el însuși la acest joc, detectivul Hercule Poirot încearcă să afle motivul crimei și să-l demaște pe vinovat. Filmările s-au desfășurat în mare parte la conacul West Wycombe Park din comitatul Buckinghamshire (Anglia).
Moartea joacă murdar este a patra ecranizare a unui roman al Agathei Christie în care Peter Ustinov l-a interpretat pe Poirot, după filmele de cinema Moarte pe Nil (1978) și Crimă sub soare (1982) și filmul de televiziune Treisprezece la cină (1985). Ustinov a reluat acest rol în două filme ulterioare: un alt film de televiziune lansat în 1986 (Crimă în trei acte) și un film de cinema lansat în 1988 (Întâlnire cu moartea). Acest film marchează prima apariție în film a personajului Ariadne Oliver (care seamănă cel mai mult cu scriitoarea).

## Rezumat
Hercule Poirot se întâlnește întâmplător în magazinul Harrods din Londra cu scriitoarea de cărți polițiste Ariadne Oliver, prietena sa excentrică, care-l invită să-și petreacă weekend-ul la conacul Nass House din comitatul Devon, al cărui proprietar era Sir George Stubbs. Scriitoarea urma să organizeze acolo un joc de tip „vânătoarea de crime” pentru un târg local și plasase o serie de indicii pe întregul domeniu care urmau să ducă la descoperirea „victimei” unei crime. Aflat într-o perioadă de pauză între două cazuri, Poirot acceptă invitația scriitoarei.
Detectivul ajunge, împreună cu căpitanul Hastings (asistentul său), la conacul Nasse, care fusese restaurat de Sir George Stubbs și readus la vechea sa splendoare. Între timp, la sugestia lui Lady Stubbs, fuseseră schimbate unele detalii ale jocului: locul crimei urma să fie casa de la debarcader, iar rolul victimei urma să fie jucat de adolescenta Marlene Tucker, care trebuia să rămână ascunsă până când cineva ar fi găsit-o. Aceste schimbări și comportamentul straniu al unor invitați o fac pe doamna Oliver să-i mărturisească detectivului că are senzația vagă că ceva nu este în regulă. În dimineața târgului, Lady Stubbs este tulburată de o scrisoare prin care era anunțată că Eddie South, o cunoștință apropiată din tinerețe, urma să sosească la conac.
După deschiderea târgului, evenimentele iau o turnură neașteptată atunci când, în timpul „Vânătorii de crime”, adolescenta Marlene Tucker este găsită sugrumată cu o frânghie. Cercetând locul, Poirot ajunge la concluzia că Marlene îl cunoștea sau îl recunoscuse pe ucigașul ei. Curând după aceea, stăpâna conacului dispare misterios și pălăria îi este găsită plutind în apele râului, iar bătrânul Merdell (bunicul senil și bețiv al Marlenei), este găsit înecat în aval. Cu acordul inspectorului Bland (care luase parte cu 15 ani mai înainte la investigarea cazului Crimele A.B.C.), Poirot participă la anchetă și încearcă să descopere cine și ce se află în spatele acestor evenimente care, aparent, nu au nicio legătură între ele. Detectivul bănuiește că bătrâna doamnă Folliat, fosta proprietară a domeniului, care locuia, cu acceptul lui Sir George, într-o căsuță de pe malul râului, cunoaște adevărul cu privire la aceste crime. În cursul investigațiilor, sora mai mică a fetei ucise, Marilyn, îi dezvăluie lui Poirot că Marlene Tucker aflase de la bătrânul Merdell un secret cu care șantaja anumite persoane în schimbul unor sume de bani.
Detectivul îl trimite pe Hastings la Londra pentru a afla anumite informații din arhivele serviciilor secrete și apoi îi adună la conacul Nasse pe toți cei implicați în acele evenimente tragice, explicând ceea ce s-a întâmplat. Sir George Stubbs era în realitate James Folliat, fiul fostei proprietare a domeniului, Amy Folliat. El luptase în Armata Britanică în cursul celui de-al Doilea Război Mondial și dezertase, fiind presupus mort. După ce hoinărise prin mai multe țări și se căsătorise, Folliat a revenit în Anglia sub un nume fals și a conceput împreună cu mama sa un plan pentru a-și recupera averea pierdută din cauza datoriilor acumulate.
Astfel, falsul George Stubb s-a căsătorit cu o americancă bogată (Hattie Frimple) și, cu banii ei, a cumpărat fostul domeniu al familiei, după care a ucis-o pe Lady Stubbs și a îngropat-o la rădăcina unui copac în timpul unei furtuni. Bătrânul Merdell, care-l recunoscute pe James Folliat în Sir George Stubbs, îl văzuse săpând mormântul soției sale. Stubbs își adusese apoi prima soție (Bernice Radford), pe care o prezentase ca Lady Stubbs, și trăia izolat de lume. Câtva timp mai târziu, Eddie South, un vechi prieten al adevăratei Lady Stubbs, a trimis o scrisoare prin care anunța că urma să sosească la conac, iar acest eveniment l-a determinat pe Sir George să organizeze târgul local pe domeniul său, prilej pentru uciderea martorilor vechii sale crime și pentru simularea morții lui Lady Stubbs. În baza dovezilor aduse de Poirot, James Folliat și soția sa, care fusese găsită deghizată la o pensiune din apropiere, sunt arestați de inspectorul Bland.

## Producție

### Proiecte anterioare

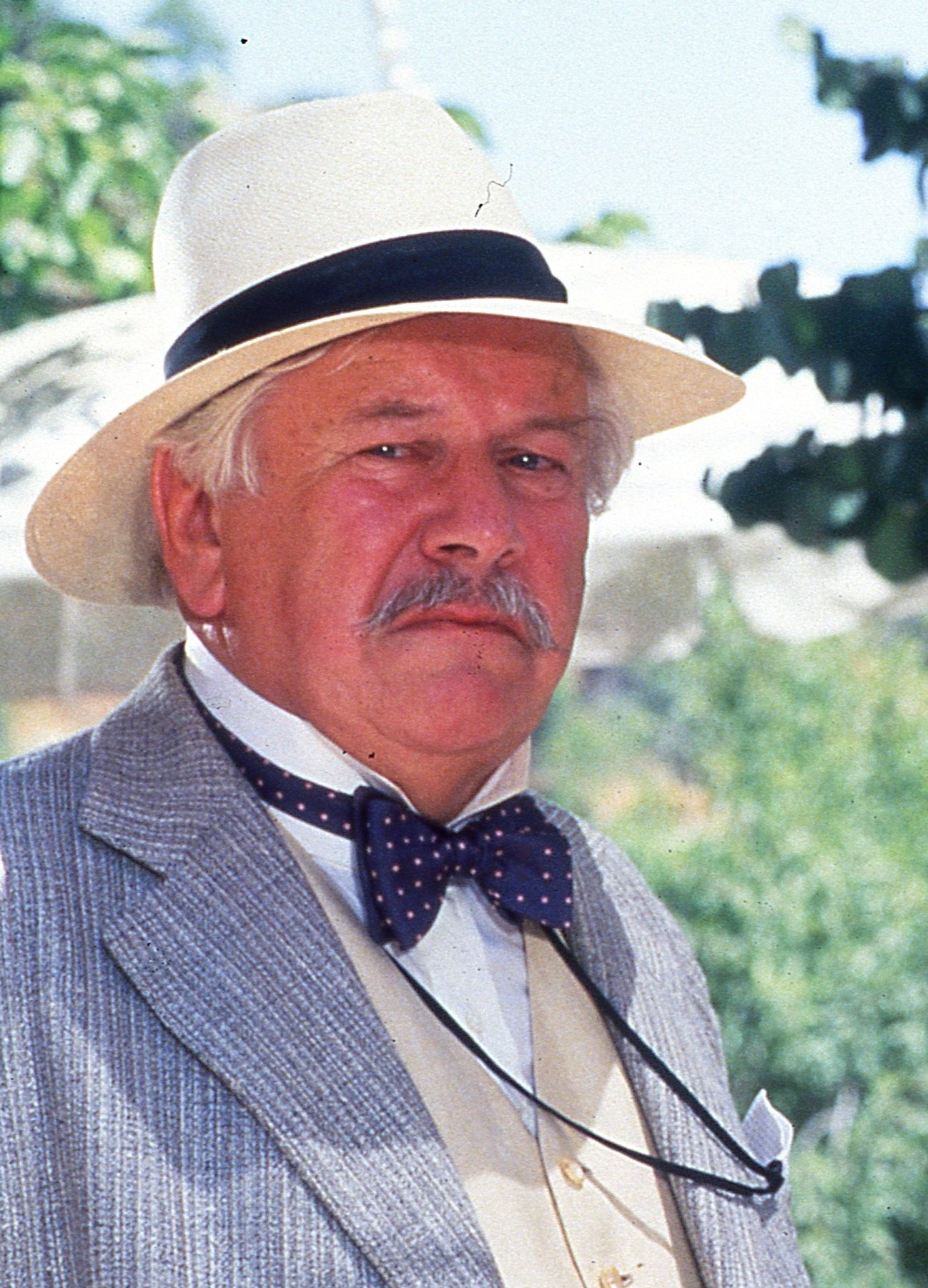
Actorul Peter Ustinov, interpretând rolul lui Poirot în filmul Întâlnire cu moartea (1988).

Compania EMI Films a avut un mare succes cu filmul Crima din Orient Express (1974), care a fost nominalizat la șase premii Oscar și a câștigat unul (premiul pentru cea mai bună actriță în rol secundar – Ingrid Bergman). Directorul de producție Nat Cohen a anunțat în 1975 că aceiași producători vor adapta romanul Răul sub soare (Evil Under the Sun, 1941) ca parte a unei serii de șase filme cu un buget total de 6 milioane de lire sterline. EMI a realizat doar cinci din cele șase filme propuse: Spanish Fly (1976), Aces High (1976), Seven Nights in Japan (1976), The Likely Lads (1976) și Sweeney! (1977), fără filmul Crimă sub soare. Moartea Agathei Christie la 12 ianuarie 1976 a schimbat însă cursul evenimentelor, înlesnind mult obținerea unei înțelegeri. În mai 1977 reprezentanții companiei EMI au anunțat că vor realiza nu una, ci două adaptări după Agatha Christie: Moarte pe Nil (1978) și Crimă sub soare (1982).
Albert Finney l-a interpretat pe Hercule Poirot în Crima din Orient Express, iar producătorii l-au contactat pentru a-i oferi același rol. Actorul a refuzat însă, deoarece se simțise incomod în timpul turnării filmului anterior din cauza machiajului și s-a temut că îi va fi greu să se descurce la temperaturi și mai ridicate. Atunci când au aflat că nu pot conta pe prezența lui Finney, producătorii companiei EMI s-au gândit să confere filmului o direcție total diferită și l-au ales pe Peter Ustinov, un actor cu o metodă actoricească viguroasă care i-a conferit lui Poirot imaginea unui personaj omniscient, patern și autoritar. „Poirot este un rol de compoziție, dacă a existat vreodată așa ceva”, a spus producătorul Goodwin, „iar Peter este un actor de compoziție de prim rang”.
Ustinov a avut succes în rolul detectivului, deși fanii scrierilor Agathei Christie nu au fost mulțumiți în totalitate de aspectul său și de stilul diferit de interpretare, deoarece Ustinov a căutat să adapteze personajul propriei sale personalități și nu să se adapteze el personajului. Personajul interpretat de Ustinov era, potrivit unor jurnaliști, „mai înalt, mai solid și mai puțin chel” decât personajul Agathei Christie, singurul element reconstituit identic fiind doar mustața. Actorul nu s-a simțit deranjat de aspectul diferit, iar, atunci când i s-a reproșat că Hercule Poirot din cărțile Agathei Christie nu seamănă fizic cu el, a răspuns cu o aroganță tipică detectivului belgian: „Doamnă, acum seamănă”. Atitudinea arogantă și paternă conferită personajului de Ustinov a fost remarcată de unii critici precum Cliford Terry de la Chicago Tribune, care a afirmat că detectivul tratează toate personajele cu care intră în contact în aceste filme ca pe „niște școlari obraznici și înceți la minte”.
Filmele Moarte pe Nil (1978) și Crimă sub soare (1982) au avut succes comercial, dar producătorii John Brabourne și Richard Goodwin au fost dezamăgiți că veniturile au fost mai mici decât estimaseră și nu au mai realizat împreună nicio altă ecranizare după romanele Agathei Christie, iar următoarele ecranizări au fost produse pentru televiziune.

### Dezvoltarea proiectului
Companiile americane CBS și Warner Bros. au obținut la începutul anilor 1980 dreptul de ecranizare pentru televiziune a cinci romane ale Agathei Christie și, ca urmare a succesului comercial al ecranizărilor anterioare cu Poirot, au încercat să-și asigure participarea lui Ustinov pentru cel puțin un film. În ciuda dubiilor cu privire la longevitatea sa în acest rol, actorul britanic se atașase de personaj și nu-și dorea ca rolul să fie interpretat de altcineva, așa că a acceptat oferta, deși bugetul filmelor de televiziune era mai mic. În total, Ustinov l-a interpretat pe detectivul Hercule Poirot în șase filme de cinema și televiziune: Moarte pe Nil (1978), Crimă sub soare (1982), Treisprezece la cină (1985), Moartea joacă murdar (1986), Crimă în trei acte (1986) și Întâlnire cu moartea (1988) și a fost, în plus, naratorul filmului The Seven Dials Mystery (1981).
Producătorii americani au decis să transpună acțiunea filmelor de televiziune cu Poirot în perioada contemporană. Această decizie avea precedent în realizarea filmelor cu Sherlock Holmes în interpretarea lui Basil Rathbone; astfel, Rathbone l-a interpretat inițial pe Sherlock Holmes în două filme de epocă cu buget mare, pentru ca să-l interpreteze ulterior în filme cu buget mic, a căror acțiune avea loc în prezent. Motivul cheie al unei astfel de decizii era cel financiar, deoarece filmele cu acțiunea în prezent sunt mult mai ieftine decât filmele de epocă, din moment ce nu necesită construirea unor decoruri și închirierea de costume. Un alt motiv a fost atragerea unui public tânăr interesat mai degrabă să vizioneze o adaptare modernă decât o adaptare de epocă fidelă operei literare de inspirație, aspect care se potrivea intențiilor urmărite de proprietarii drepturilor de autor asupra scrierilor Agathei Christie. Modernizarea acțiunii i-a permis lui Ustinov să adapteze unele din excentricitățile lui Poirot și să creeze o versiune mai calmă și mai blajină a personajului, ceea ce l-a transformat pe Poirot, potrivit lui Mark Aldridge, într-un „personaj ustinovian” capabil să întrețină audiența din fața micilor ecrane.
Primul film de televiziune cu Poirot produs de CBS și Warner Bros. a fost Treisprezece la cină (1985), o ecranizare a romanului Lord Edgware Dies (1933) al Agathei Christie. Dornici să profite de succesul acestui prim film cu Poirot, producătorii americani de la CBS Television au ales să ecranizeze romanul Dead Man's Folly (1956) al Agathei Christie, prilejuind astfel prima apariție în film a personajului Ariadne Oliver. Dacă romanul Lord Edgware Dies, care a stat la baza acestui prim film, nu se preta prea bine unei adaptări cinematografice, potrivit istoricului de film britanic Mark Aldridge, lector de istoria filmului și televiziunii la Universitatea Solent din Southampton, Dead Man's Folly a reprezentat o alegere mai potrivită, cu toate că nu era unul dintre misterele cele mai cunoscute ale Agathei Christie.
Romanul Dead Man's Folly prezenta o „vânătoare de crime” organizată pe un domeniu nobiliar pentru un târg de vară anual care se încheia cu o crimă adevărată. Cu toate că acest roman nu este prea cunoscut, el conține numeroase elemente tipice scrierilor Agathei Christie precum un eveniment monden colorat organizat într-un sat englezesc, relații de dragoste marcate de infidelitate, probleme de identitate și amenințări sinistre la adresa localnicilor. Acțiunea complexă și decorul britanic impregnat de un aer nostalgic au reprezentat aspecte decisive în alegerea pentru ecranizare a romanului Dead Man's Folly. Prima intenție de ecranizare a acestui roman a fost în anii 1960 într-un serial american cu Poirot, care nu a mai fost realizat până la urmă. Acțiunea episodului respectiv urma să aibă loc în Statele Unite ale Americii.
Scenariul filmului Moartea joacă murdar a fost scris de Rod Browning, care a realizat, la fel ca în cazul adaptărilor anterioare ale CBS cu Miss Marple și al filmului anterior, Treisprezece la cină, o „americanizare” a acțiunii, dialogurilor și atmosferei. Cu toate acestea, majoritatea rolurilor secundare au fost atribuite unor actori britanici cunoscuți precum Jonathan Cecil (cpt. Arthur Hastings), Tim Pigott-Smith (Sir George Stubbs), interpretul unor personaje shakespeariene și al ticălosului Ronald Merrick din serialul The Jewel in the Crown (1984), Susan Woolridge (Amanda Brewis), interpreta personajului Daphne Manners din același serial, Caroline Langrishe (Sally Legge), care a jucat ulterior rolul Marguerita Clayton în episodul „The Mystery of the Spanish Chest” (1991) al serialului Agatha Christie's Poirot, Constance Cummings (doamna Folliat), câștigătoare în 1979 a premiului Tony pentru cea mai bună actriță într-o piesă de teatru, și Christopher Guard, cunoscut din serialul My Cousin Rachel (1983). În același timp a avut loc o transpunere a acțiunii în anii 1980, dar, cu toate acestea, evenimentul câmpenesc prezentat în film este atemporal și doar elementele vestimentare moderne și unele scurte secvențe în care apare tehnologia modernă evidențiază decorul contemporan. Alegerea unui cadru mai contemporan nu a avut probabil un scop estetic, ci s-a datorat mai degrabă necesității reducerii cheltuielilor.

### Filmări

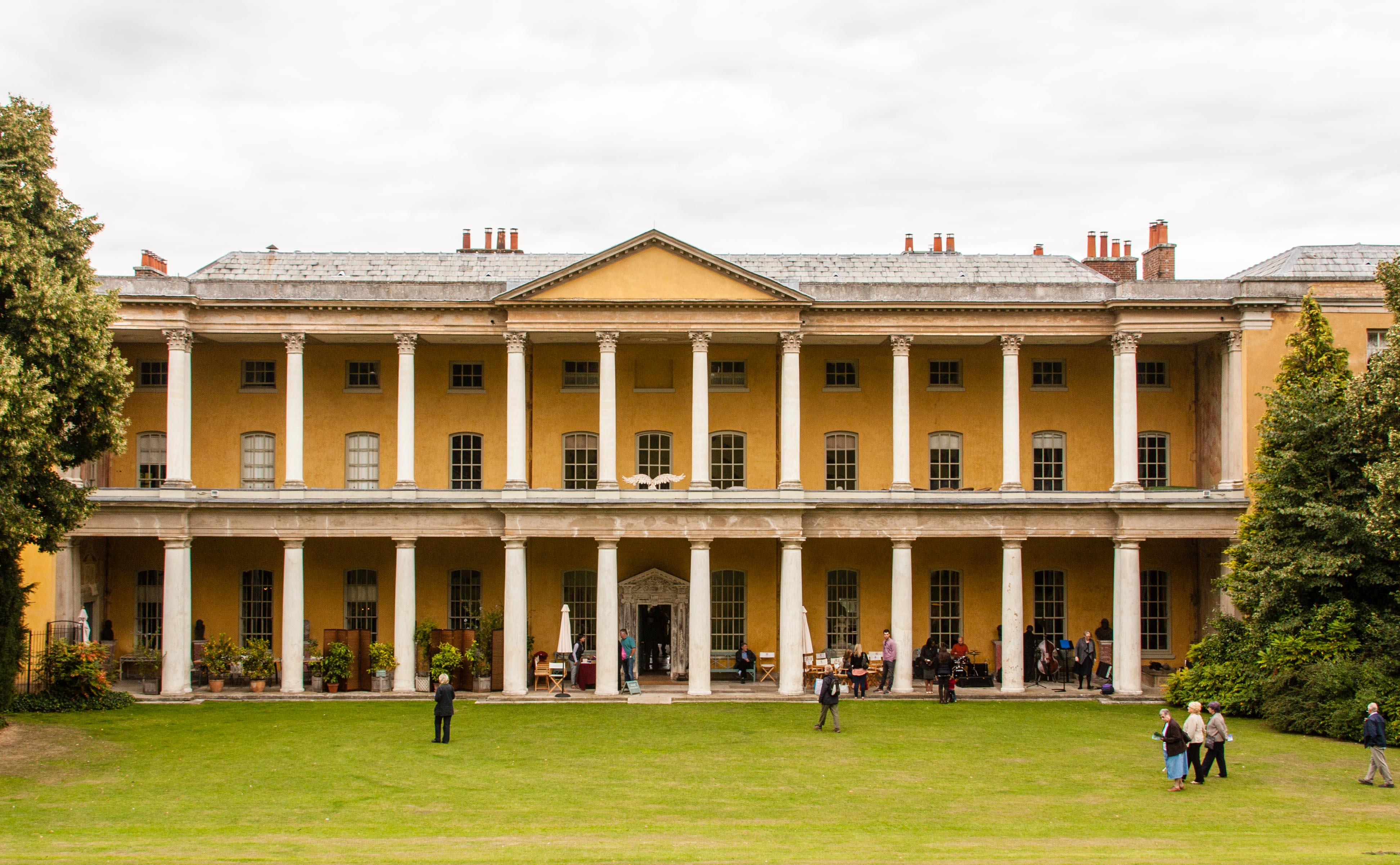
Conacul West Wycombe Park a servit ca loc principal de filmare

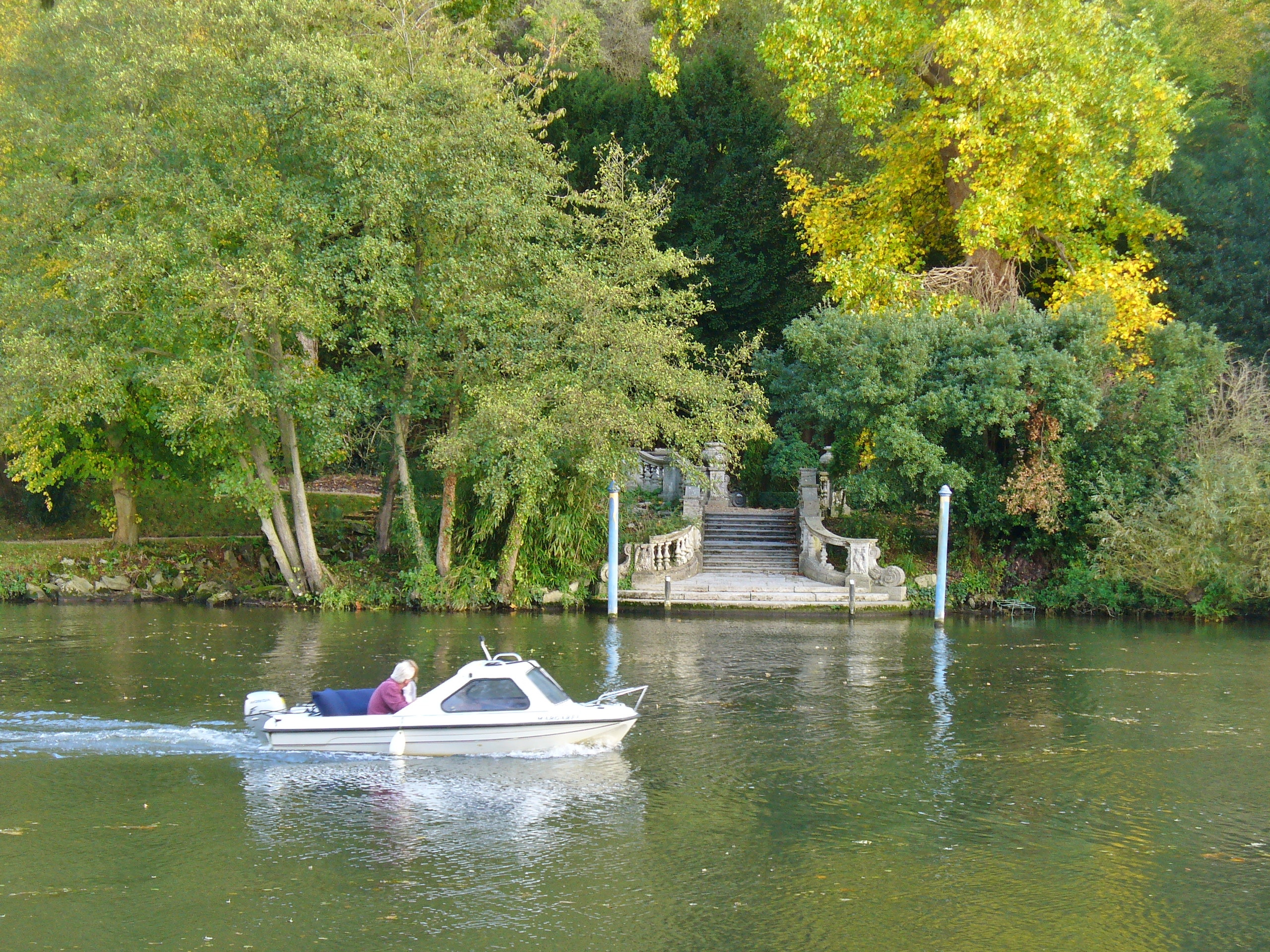
Debarcaderul de pe malul Tamisei al conacului Cliveden a servit ca debarcader al domeniului Nasse

Succesul vânzării filmului Treisprezece la cină în străinătate a permis întoarcerea echipei de producție pe platourile Bray Studios din Londra în septembrie 1985, cu o lună înainte de premiera filmului la televiziune, pentru a realiza ecranizarea unui alt roman al Agathei Christie. Filmul a fost produs de Neil Hartley și regizat de regizorul britanic Clive Donner, o figură recurentă a filmelor de televiziune ale acelei perioade.
Principalul loc de filmare a fost conacul West Wycombe Park din satul West Wycombe (comitatul Buckinghamshire, Anglia). S-a mai filmat, de asemenea, la magazinul Harrods de pe Brompton Road (cartierul Knightsbridge) din Londra și în grădinile conacului Cliveden, situat pe malul Tamisei, în apropierea satului Taplow (comitatul Berkshire). După ce îl interpretase pe Poirot în două filme de cinema și un film de televiziune, Peter Ustinov a preluat pentru a patra oară rolul detectivului belgian. Ustinov a făcut din nou echipă cu Jonathan Cecil, deși căpitanul Hastings nu apărea în romanul Agathei Christie, producătorii urmărind probabil să cultive un duet actoricesc pentru unele ecranizări ulterioare; cei doi au mai apărut într-un singur film, deci așteptările producătorilor au fost mult prea optimiste.
În scopul reducerii costurilor, companiile producătoare CBS și Warner Bros. au decis încă de la primul film realizat în comun, Treisprezece la cină, să urmeze un nou model de afaceri care a fost păstrat și pentru ecranizările ulterioare: înlocuirea unei distribuții formate din vedete cu o singură vedetă cu priză la public. Vedeta aleasă pentru filmul Moartea joacă murdar a fost actrița americană Jean Stapleton, cunoscută publicului pentru rolul soției devotate Edith Bunker din sitcomul de lungă durată All in the Family (1971–1979), care i-a adus trei premii Emmy (1971, 1972 și 1978) și două premii Globul de Aur pentru cea mai bună actriță într-un serial de comedie (1973 și 1974). Actrița americană interpretează aici rolul scriitoarei Ariadne Oliver, care-l asistă pe detectivul belgian în cursul investigației sale, iar unii autori au afirmat că personajul creat de ea în acest film seamănă foarte mult cu personajul Agathei Christie, în timp ce alții au găsit asemănări cu Jessica Fletcher, personajul interpretat de Angela Lansbury în serialul Verdict crimă (1984–1996) după ce Jean Stapleton refuzase acest rol. Ariadne Oliver este vorbăreață, energică și plină de viață în interpretarea în stil american a lui Jean Stapleton, în contrast vizibil cu Poirot, dar și cu restul personajelor.
Decorurile filmului au fost proiectate de Brian Ackland-Snow, iar muzica a fost compusă de compozitorul britanic John Addison. Director de imagine a fost Curtis Clark. Montajul a fost realizat de Donald R. Rode. Durata filmului este de 95 de minute.

## Lansare
Moartea joacă murdar a fost difuzat în premieră de postul de televiziune american CBS pe 8 ianuarie 1986, la ora 21. Presa americană a primit favorabil acest nou film cu Poirot și a lăudat interpretările lui Peter Ustinov, Jean Stapleton, Tim Pigott-Smith (care a conferit o anumită gravitate personajului nobiliar pe care l-a interpretat) și Nicollette Sheridan (fascinantă în rolul soției lui Sir George Stubbs).
Revista americană Variety a publicat o cronică mai binevoitoare, în comparație cu cea a filmului anterior al seriei, în care scria că „soluția nu contează, din moment ce diversiunea este prea forțată și implauzibilă. Dar modul în care se ajunge acolo [...] face puzzle-ul distractiv”. De asemenea, Judith Crist a scris în revista TV Guide că Moartea joacă murdar „se dovedește a fi unul dintre cele mai bune filme de televiziune inspirate din creațiile Agathei Christie. [...] Distribuția este foarte bună, așa cum este și cazul în sine, iar prelegerea lui Poirot cu privire la vin este doar una dintre numeroasele plăceri ocazionale de care avem parte”. În schimb, criticul Clifford Terry de la ziarul Chicago Tribune a numit filmul „o risipă grăbită de talent” și a susținut că este semnificativ mai slab decât episoadele serialului Miss Marple (1984–1992), produs de BBC și difuzat în acea vreme de PBS. John J. O'Connor a scris o cronică în ziarul american The New York Times în care a catalogat filmul drept o „zbenguială trudită”. Presa britanică a primit cu căldură acest nou film, iar ziarul Daily Mail a descris interpretarea lui Ustinov ca „împodobind strălucitor ecranele noastre”.
Filmul a fost distribuit apoi și în alte țări precum Suedia (30 august 1986), Franța (decembrie 1986), Marea Britanie (25 decembrie 1986, ITV), Spania (6 septembrie 1987), Țările de Jos (5 decembrie 1987), Portugalia (11 decembrie 1987), Spania (6 septembrie 1987) și Italia (20 decembrie 1988, Rete 4).
Compania Warner Home Video, divizia de distribuție a conglomeratului american Warner Bros. Entertainment, a lansat filmul pe DVD la 12 septembrie 2006, într-o versiune cu subtitrare în limbile engleză și spaniolă.

## Aprecieri critice
Criticii de film americani au remarcat faptul că acțiunea este prea complexă, personajele sunt numeroase și detaliile importante prea multe pentru un simplu film de televiziune, ceea ce a făcut ca ecranizarea să pară „grăbită”, în încercarea de a acoperi elementele de bază ale misterului din roman. Nu există timp, din acest motiv, pentru o dezvoltare semnificativă a personajelor principale, care sunt prezentate rapid detectivului încă de la început de Ariadne Oliver. Astfel, John J. O'Connor a scris în ziarul american The New York Times că „actorii sunt împinși în fața și în afara camerei de filmat, abia reușind să-și recite replicile”, ceea ce l-a făcut pe Peter Ustinov să pară, în cea mai mare parte a timpului, „chiar mai iritat decât ar fi fost justificat în rolul lui Poirot”. Această accelerare a acțiunii afectează inclusiv relația excentrică între Poirot și Hastings, care fusese scoasă bine în evidență în filmul Treisprezece la cină pentru ca să fie redusă în acest film doar la un „minimalism strict de afaceri”. Potrivit criticului sus-menționat, singurul interpret care reușește, în aceste condiții, să scape cu reputația intactă este doar „eleganta” Constance Cummings.
Alte cronici publicate în America au fost mai binevoitoare, chiar dacă au evidențiat și unele puncte slabe ale filmului. Astfel, într-o recenzie publicată în ziarul Los Angeles Times, criticul Lee Margulies a afirmat că filmul este „solid și distractiv”, dar că, în ciuda acțiunii pline de suspans și a interpretării convingătoare a lui Ustinov, „se poticnește rău” în momentul dezvăluirii misterului, printr-o expunere prea lungă și complicată a motivației crimei și a modului în care a fost săvărșită. Brian J. Dillard, criticul site-ului Allmovie, a susținut că, prin transpunerea acțiunii în anii 1980 și prin prezența în distribuție a unor actrițe cunoscute ca Jean Stapleton și Constance Cummings, Moartea joacă murdar seamănă mai mult cu un episod al serialului Verdict crimă decât cu un film cu Hercule Poirot. De altfel, în opinia lui Dillard, cele două actrițe venerabile sunt, alături de Peter Ustinov, singurii actori de nivel înalt ai filmului. Moartea joacă murdar este considerat a fi „ieftin, dar [...] încă bine lucrat”.
Istoricul de film britanic Mark Aldridge a subliniat că regizorul Clive Donner folosește eficient spațiile de filmare de pe malul râului, iar interpretările actorilor reușesc să mențină interesul spectatorilor pe toată durata filmului. O opinie similară a fost formulată de istoricul de film Scott Palmer, specializat în ecranizările operei Agathei Christie, care a scris că filmul „a fost destul de bine făcut” și a adăugat că Tim Pigott-Smith și Constance Cummings realizează cele mai bune interpretări, în timp ce Jean Stapleton joacă prea teatral, cu „gesturi exagerate”. Ca o concluzie, istoricul și enciclopedistul american Matthew Bunson susține în The Complete Christie: An Agatha Christie Encyclopedia (2000), studiul său dedicat operei Agathei Christie și adaptărilor ei, că, în ciuda prezenței unor actori remarcabili, filmul Moartea joacă murdar nu este pus suficient în valoare de realizatorii săi, lipsindu-i „simțul tradițional al misterelor britanice” ca urmare a orientării sale către publicul american.
Enciclopedia cinematografică germană Lexikon des internationalen Films descrie astfel acest film: „Celebrul detectiv Hercule Poirot ajunge la o petrecere în aer liber, unde este organizată o «vânătoare de crime» ca un joc de salon. Când «victima» este ucisă în realitate, i se oferă posibilitatea de a-și dovedi instinctul. Producție de televiziune familiară după un roman al Agathei Christie, în care totul trebuie să se subordoneze capacităților deductive ale detectivului, astfel încât personajele rămân figuri fără contur într-un puzzle de gândire stereotip.”.

## Continuări
Moartea joacă murdar a fost al patrulea film în care Peter Ustinov l-a interpretat pe Hercule Poirot (după Moarte pe Nil (1978), Crimă sub soare (1982) și Treisprezece la cină (1985)) și a reprezentat a doua apariție a actorului în rolul detectivului belgian într-un film de televiziune. Ustinov a reluat acest rol în două filme ulterioare: un film de televiziune lansat tot în 1986 (Crimă în trei acte) și un film de cinema lansat în 1988 (Întâlnire cu moartea).

## Alte ecranizări
O altă adaptare britanică a fost realizată ca un episod al serialului de televiziune Agatha Christie's Poirot cu David Suchet în rolul lui Poirot. Scenariul a fost scris de Nick Dear, iar filmările au avut loc, în principal, la Greenway House, casa de vară a Agathei Christie din satul Galmpton (parohia Dartmouth, comitatul Devon), pe malul râului Dart. Dead Man's Folly este ultimul episod al serialului care a fost filmat și a fost finalizat în iunie 2013. Cu toate acestea, el a fost difuzat în premieră de postul britanic ITV în 30 octombrie 2013 ca al treilea episod (ep. 69) al sezonului 13, nefiind ultimul episod care a fost difuzat.

## Galerie

### Locuri de filmare

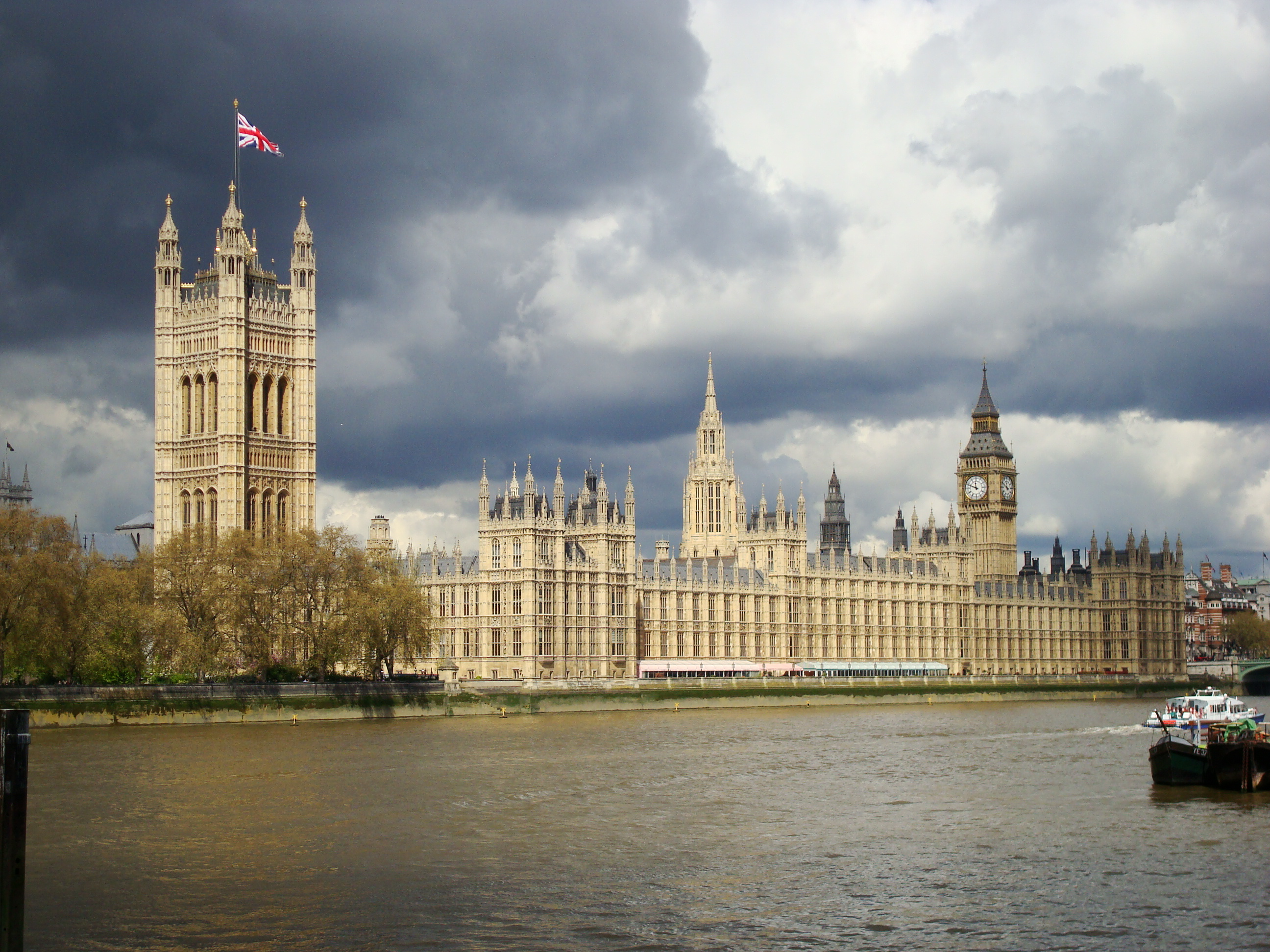
Palatul Westminster din Londra
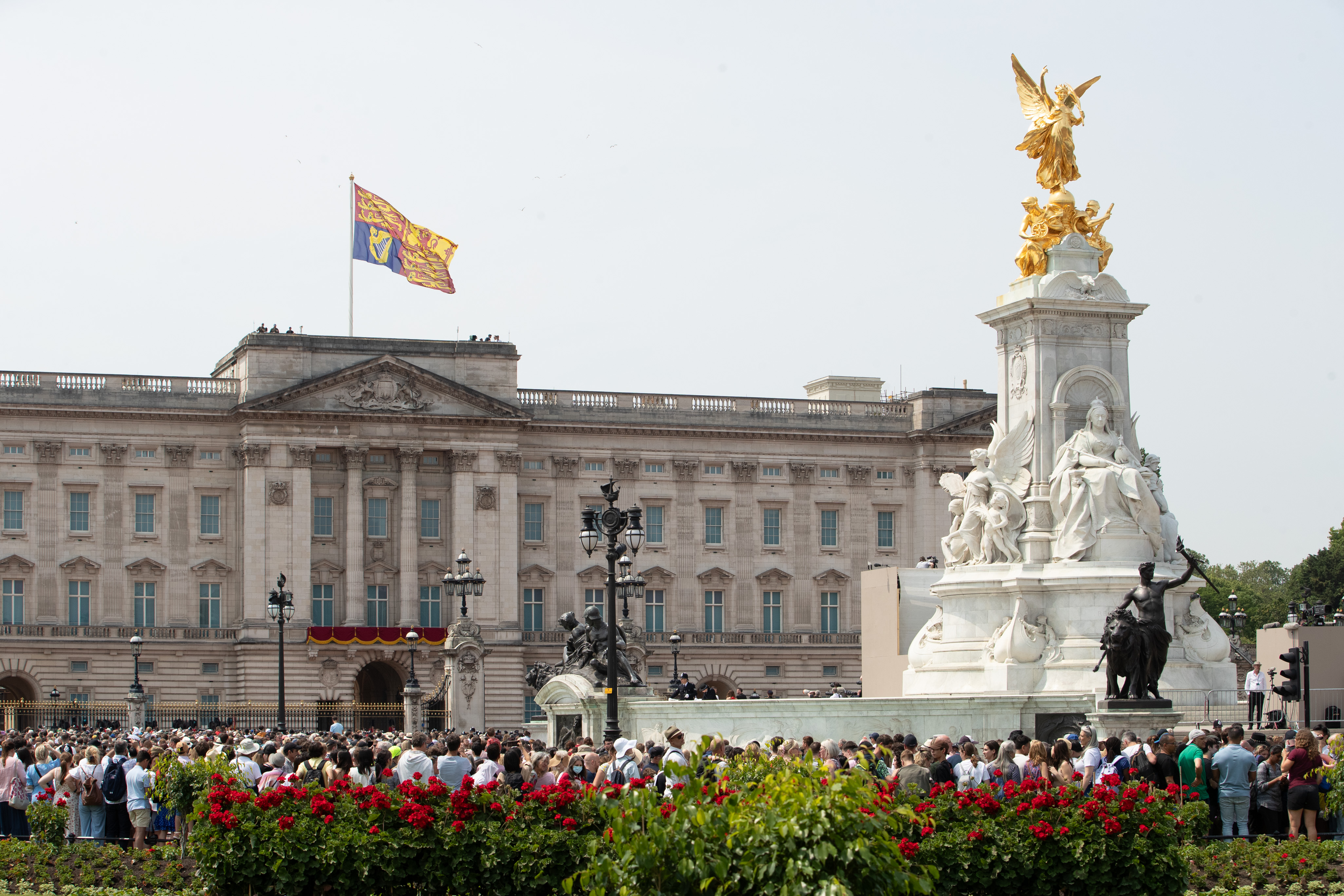
Memorialul reginei Victoria din fața Palatului Buckingham
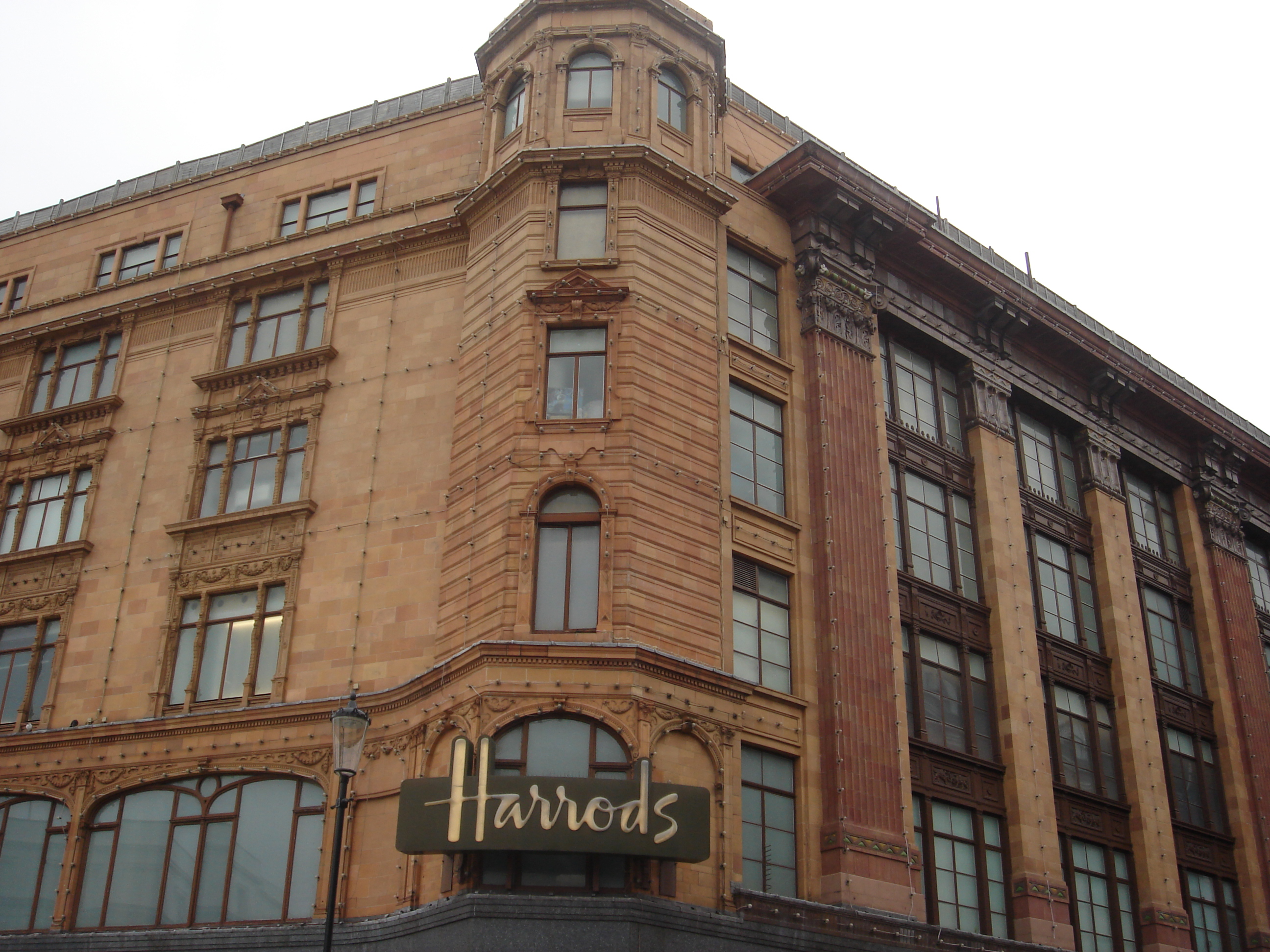
Magazinul Harrods din Londra
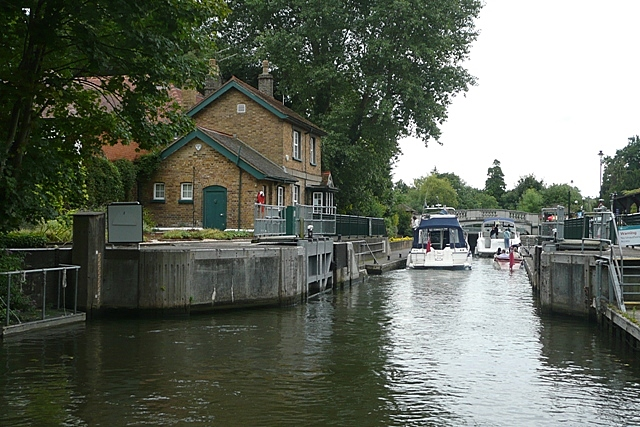
Debarcaderul de pe malul Tamisei, în apropiere de Maidenhead
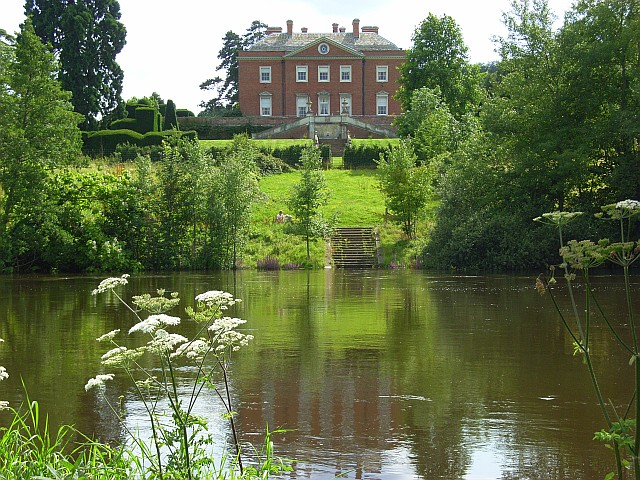
Conacul Culham Court din Remenham
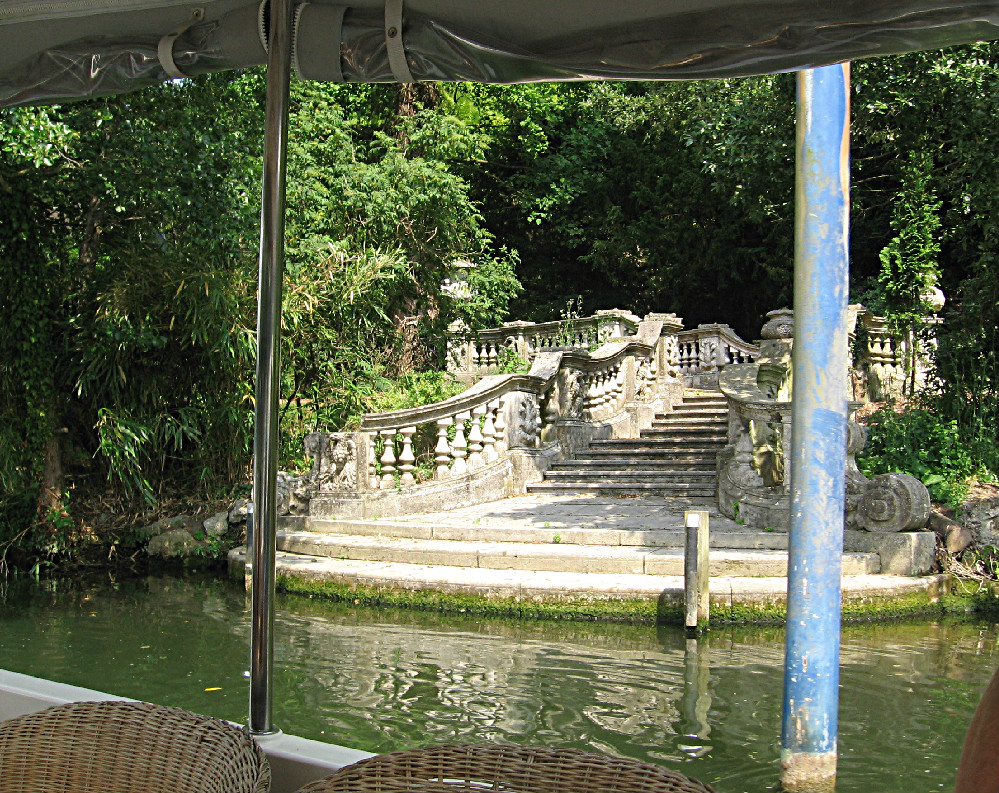
Debarcaderul conacului Cliveden din Taplow
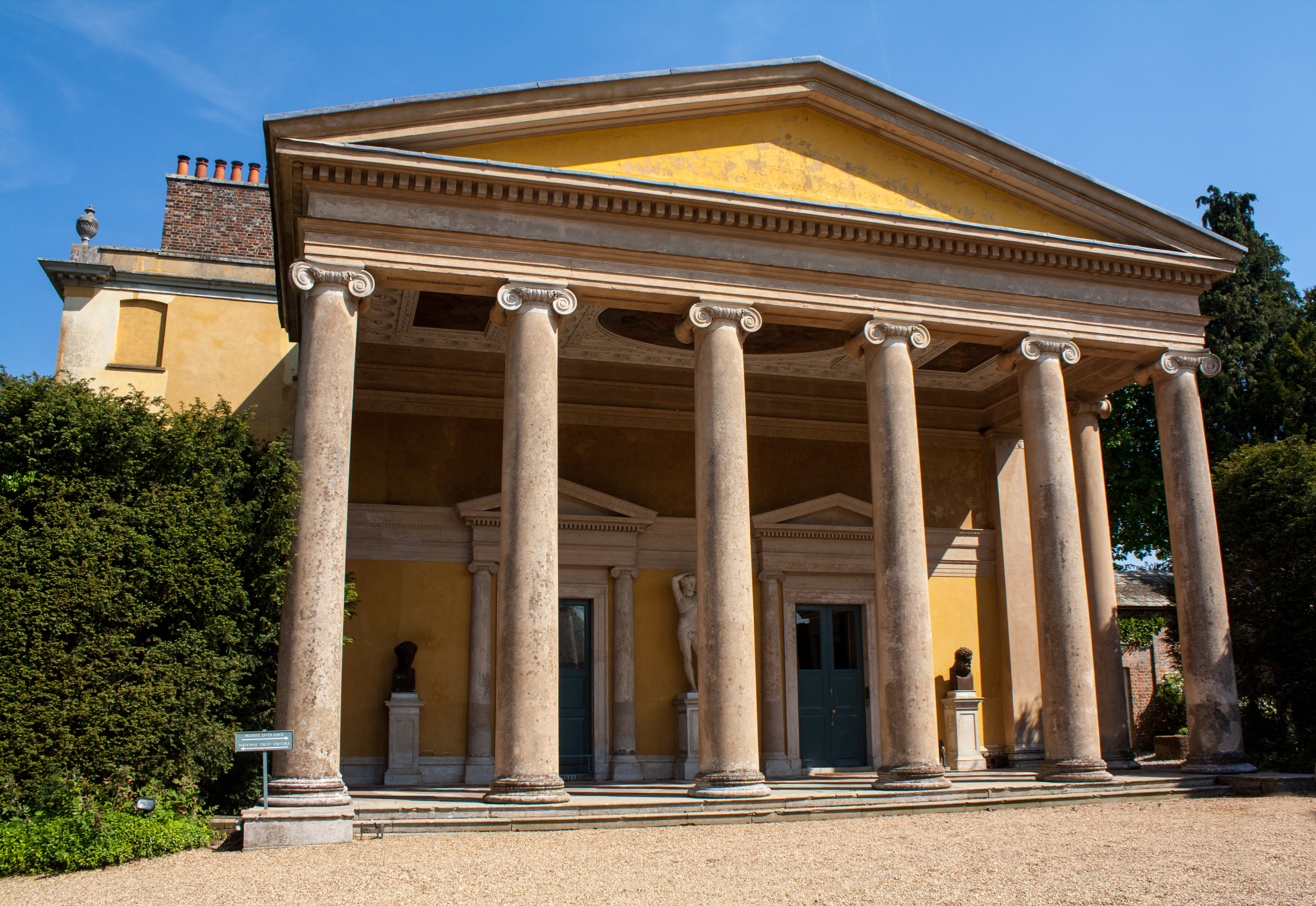
Conacul West Wycombe Park – porticul estic
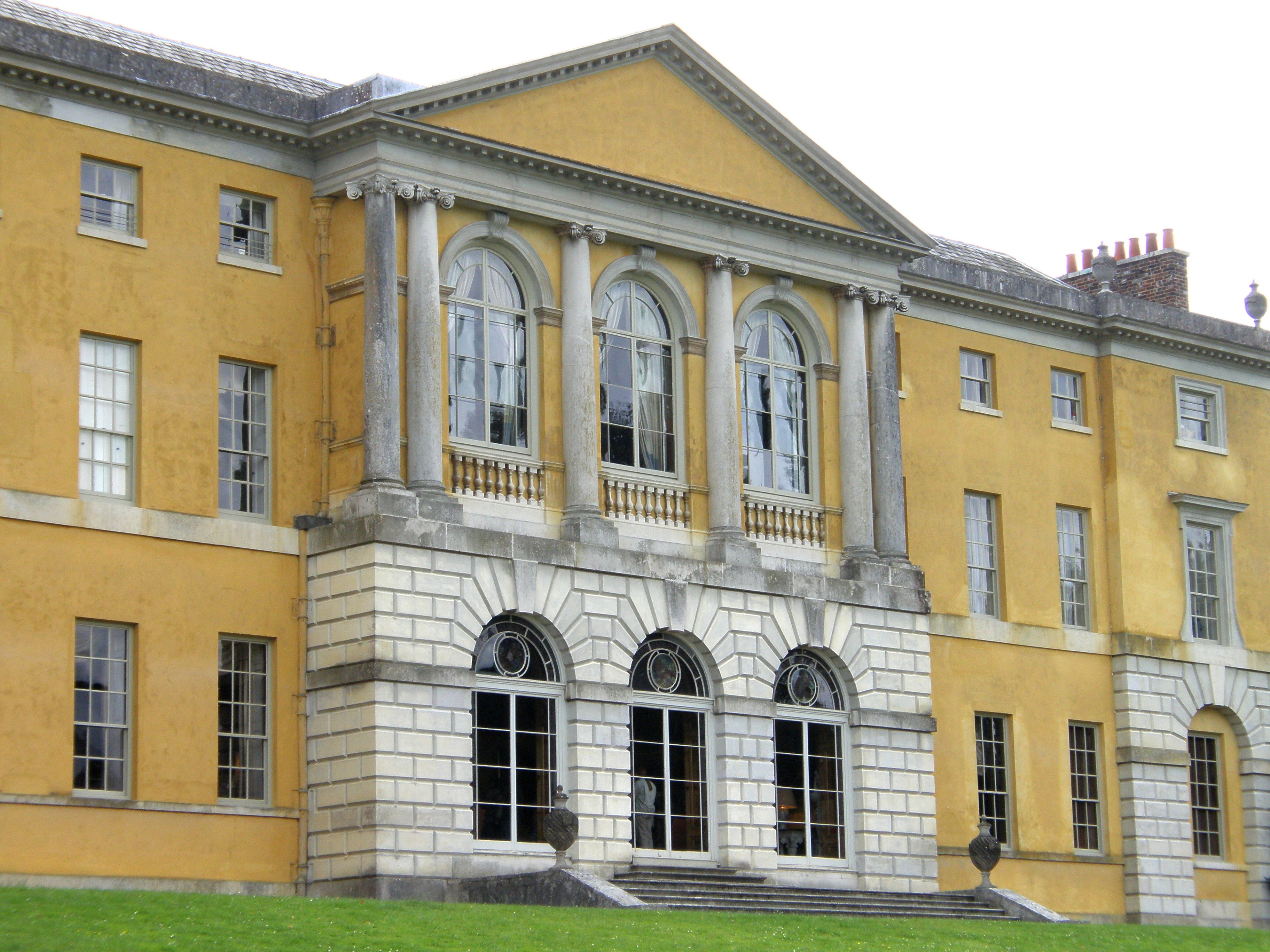
Conacul West Wycombe Park – fațada nordică
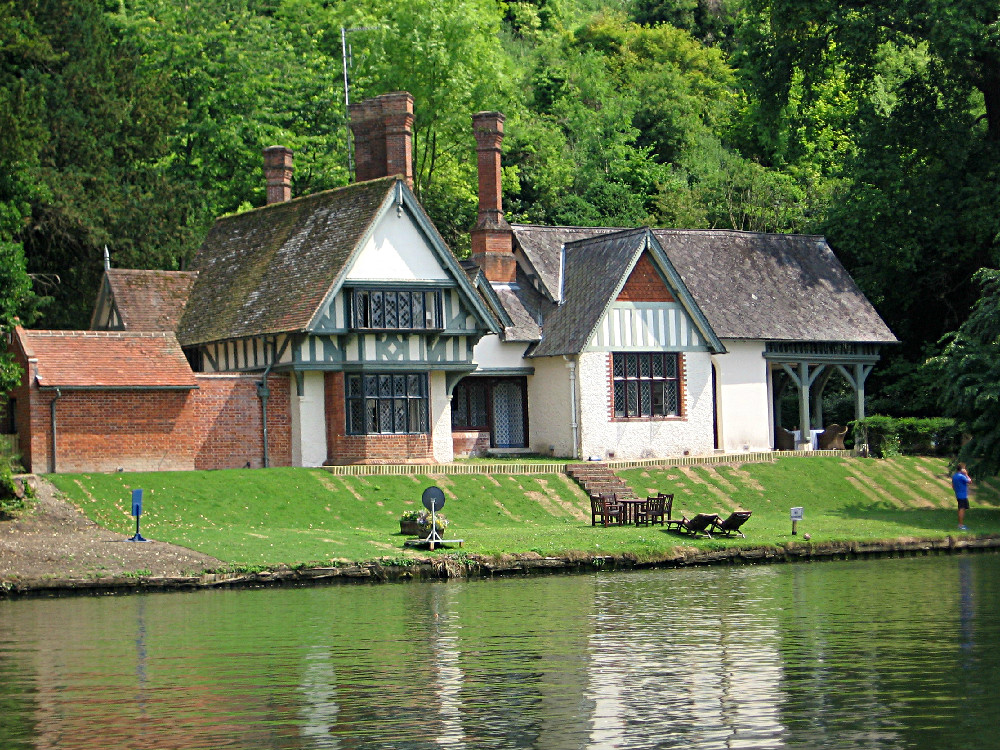
Cabana de vară a conacului Cliveden – Casa lui Amy Folliatt
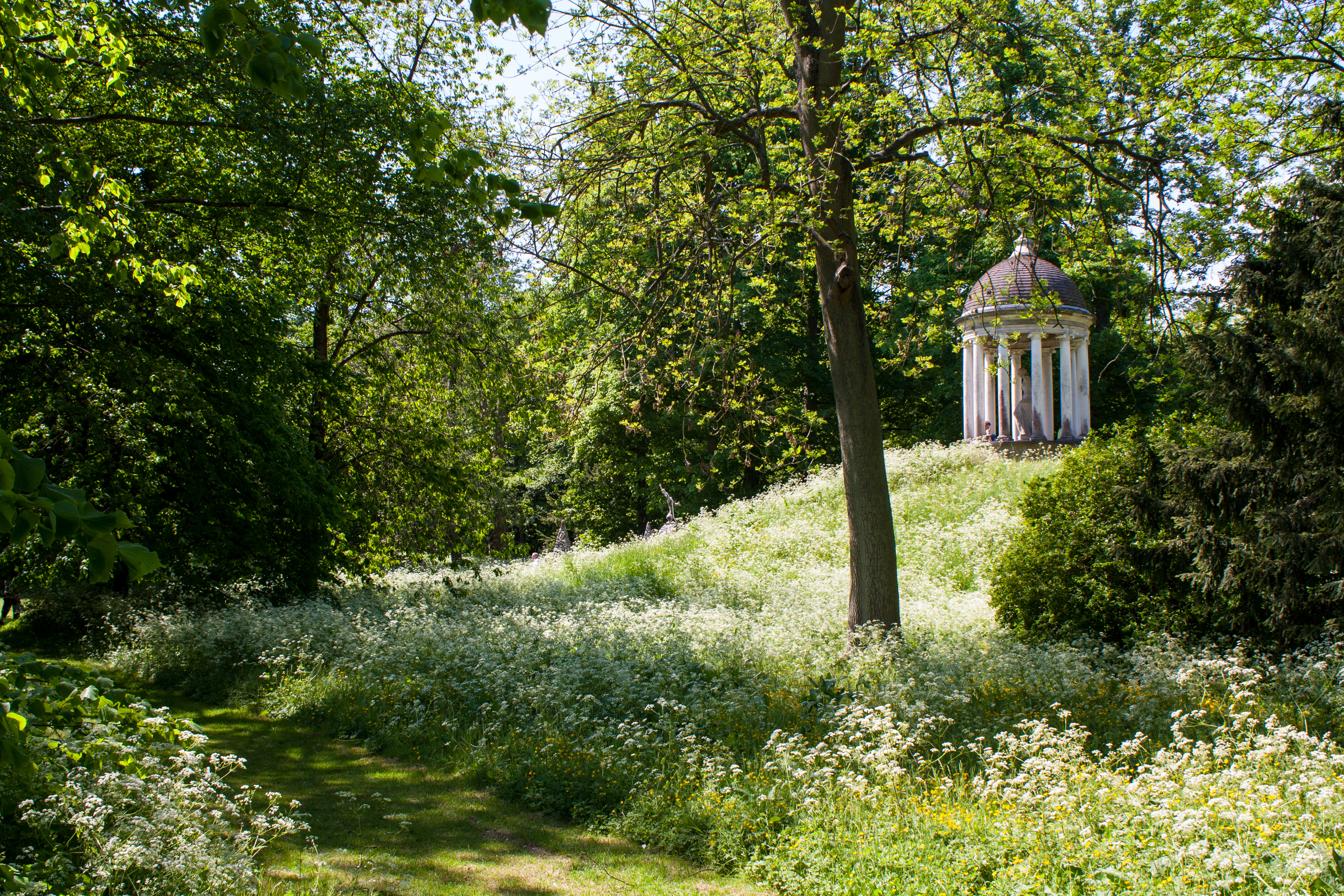
West Wycombe Park – Foișorul de la Nasse House
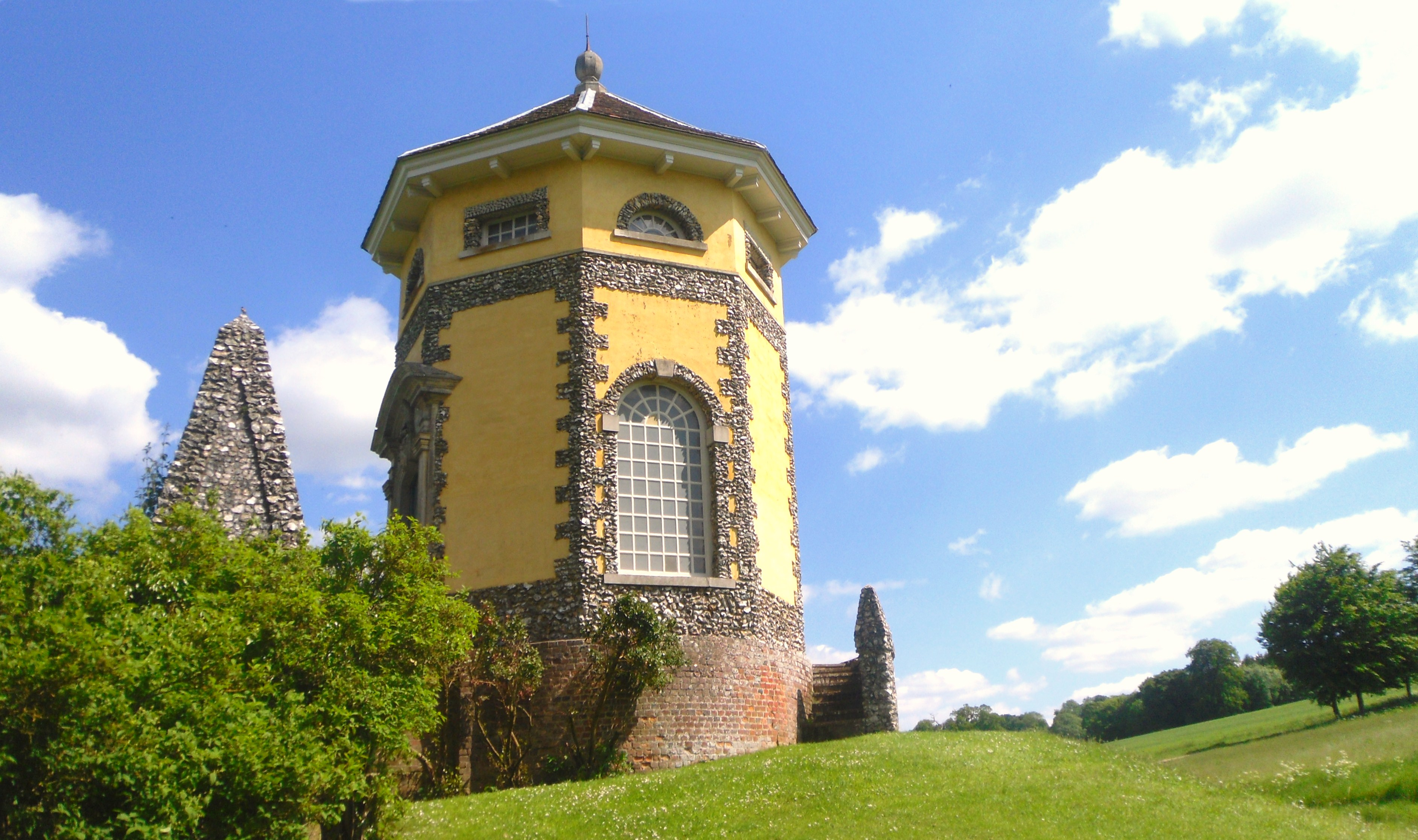
Templul Vânturilor din West Wycombe Park – locuința arhitectului
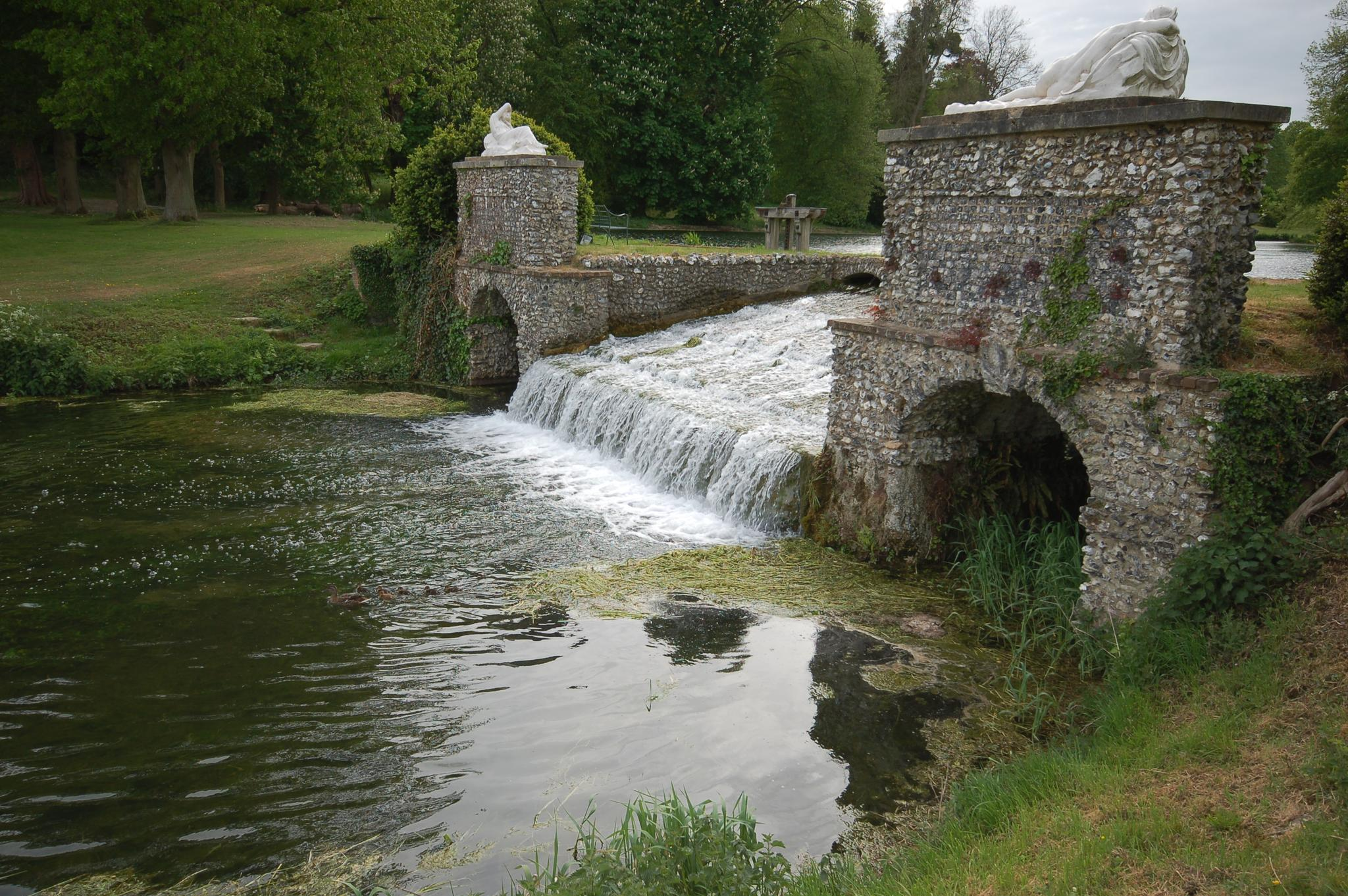
West Wycombe Park – Cascada de pe râul Wye
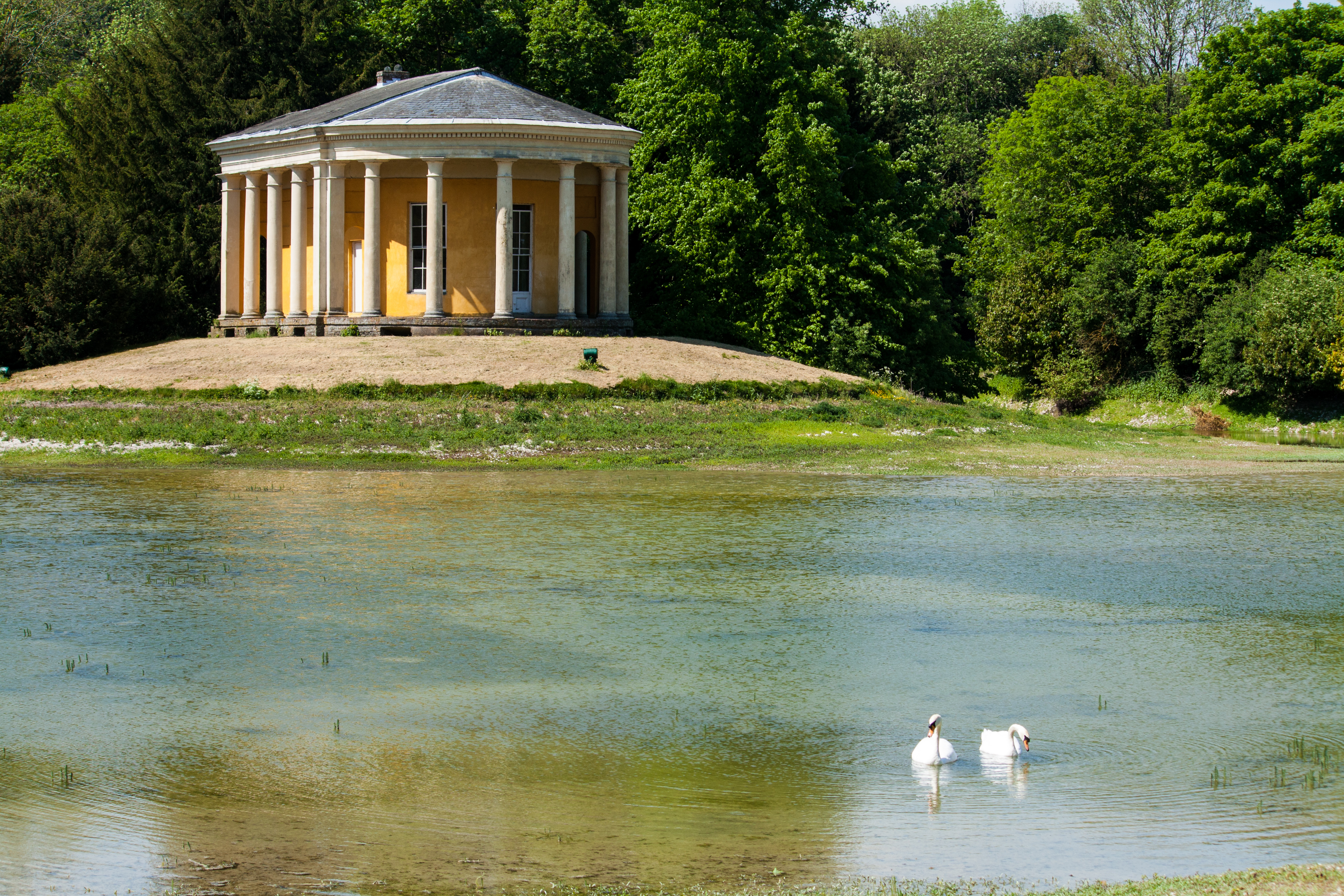
West Wycombe Park – Templul Muzicii aflat pe o insulă de pe râul Wye
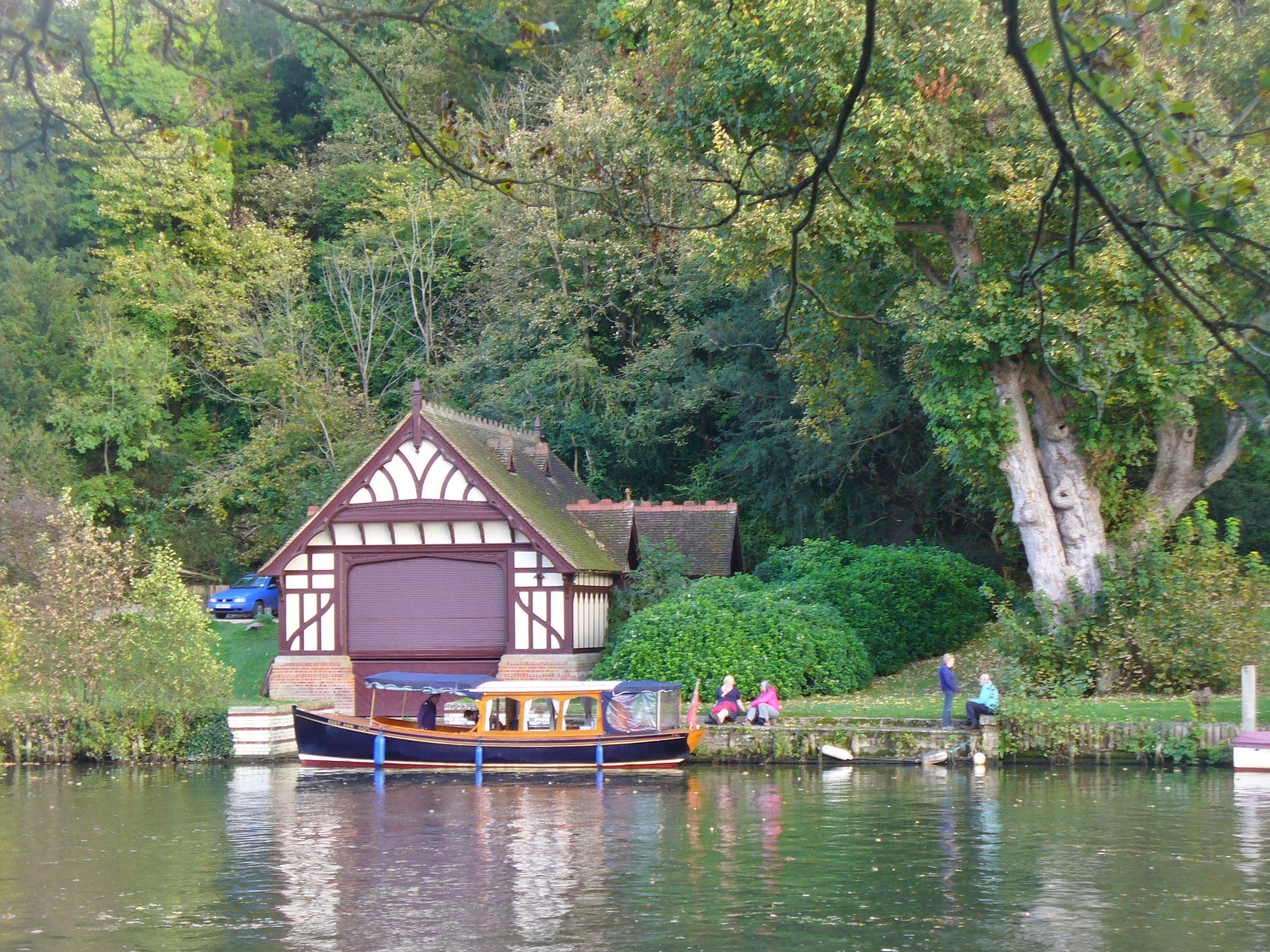
Hangarul de bărci al conacului Cliveden – locul primei crime